# Lepophidium aporrhox
Lepophidium aporrhox är en fiskart som beskrevs av Robins, 1961. Lepophidium aporrhox ingår i släktet Lepophidium och familjen Ophidiidae. Inga underarter finns listade i Catalogue of Life.